# Luzerne cultivée
Medicago sativa · Luzerne
Pour les articles homonymes, voir Luzerne.
Espèce
Classification phylogénétique
La luzerne ou luzerne cultivée (Medicago sativa), « reine des plantes fourragères », parfois appelée « grand trèfle » ou « foin de Bourgogne », ou « alfalfa » est une espèce de plantes à fleurs dicotylédones de la famille des Fabaceae, sous-famille des Faboideae, originaire des régions tempérées du Proche-Orient et de l'Asie centrale.
C'est une plante herbacée vivace, largement cultivée comme plante fourragère pour sa productivité, sa grande résistance à la sécheresse et sa richesse en protéines, en vitamines et en sels minéraux. L'espèce a été introduite par la culture dans toutes les régions tempérées du monde notamment dans toute l'Europe, l'Afrique du Nord et du Sud, l'Amérique du Nord et du Sud, l'Australie, la Nouvelle-Zélande et l'Asie de l'Est.
Elle est très cultivée pour sa richesse en protéines (pour un taux compris habituellement entre 15 et 25 %) et ses qualités d'amélioration des sols. Abondamment répandue dans les contrées tempérées, tant à l'état sauvage que cultivée, la luzerne est une des espèces fourragères les plus utilisées pour l'alimentation du bétail. Elle est aussi cultivée comme source industrielle de protéines et de carotène, et utilisée en diététique.

## Étymologie
Le mot « luzerne », attesté dès 1600 chez Olivier de Serres (Le Théâtre d'agriculture), est un emprunt au provençal moderne luzerno, « ver luisant », lui-même dérivé du latin lucerna, « lampe », en référence à l'aspect brillant des graines de luzerne.

## Description

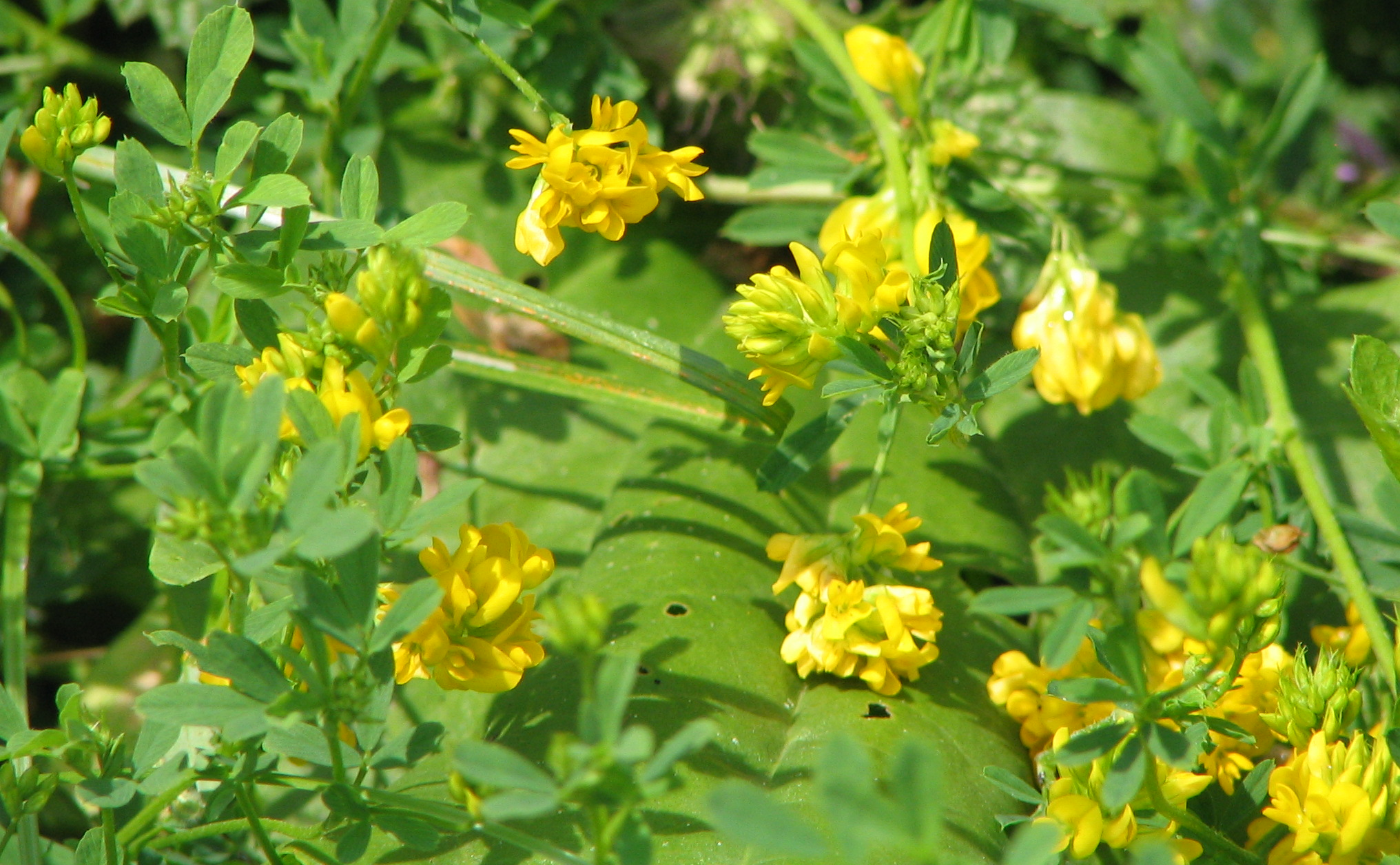
Luzerne jaune (Medicago sativa subsp. falcata).

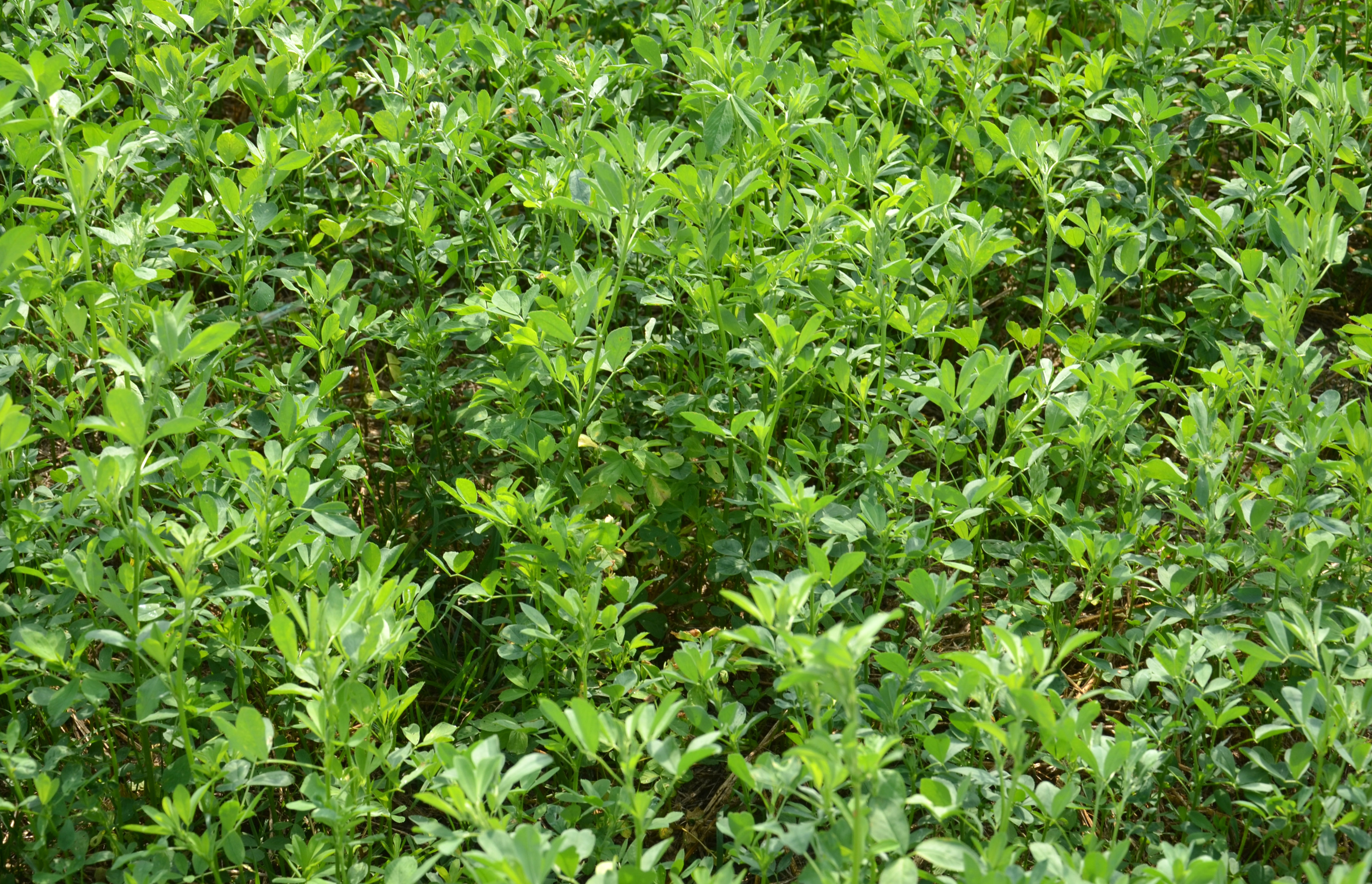
Vue rapprochée d'une culture de luzerne.

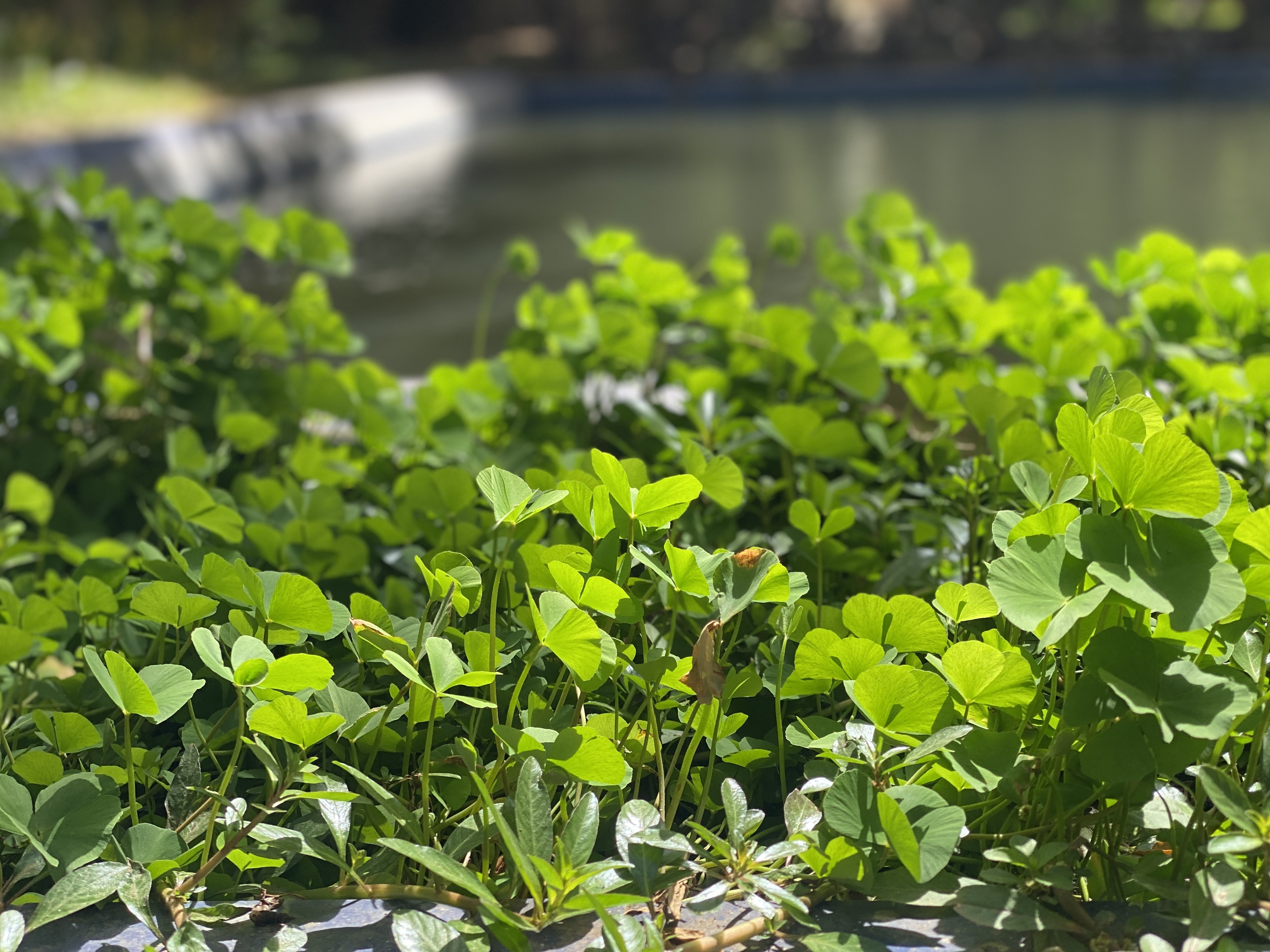
champ DU Département de Biologie végétale de l'UCAD au Sénégal

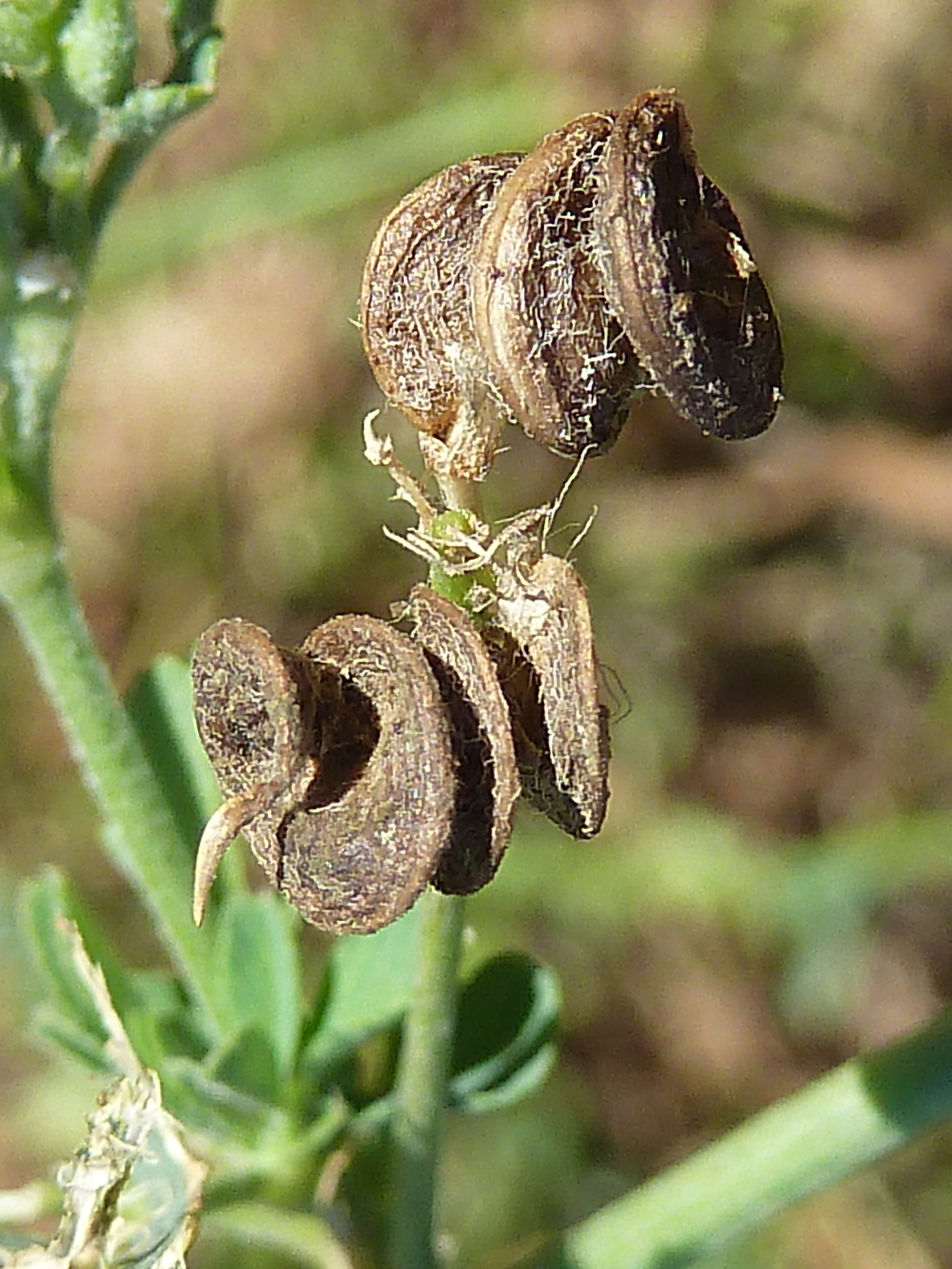
M. sativa sativa: fruit en hélice senestre.

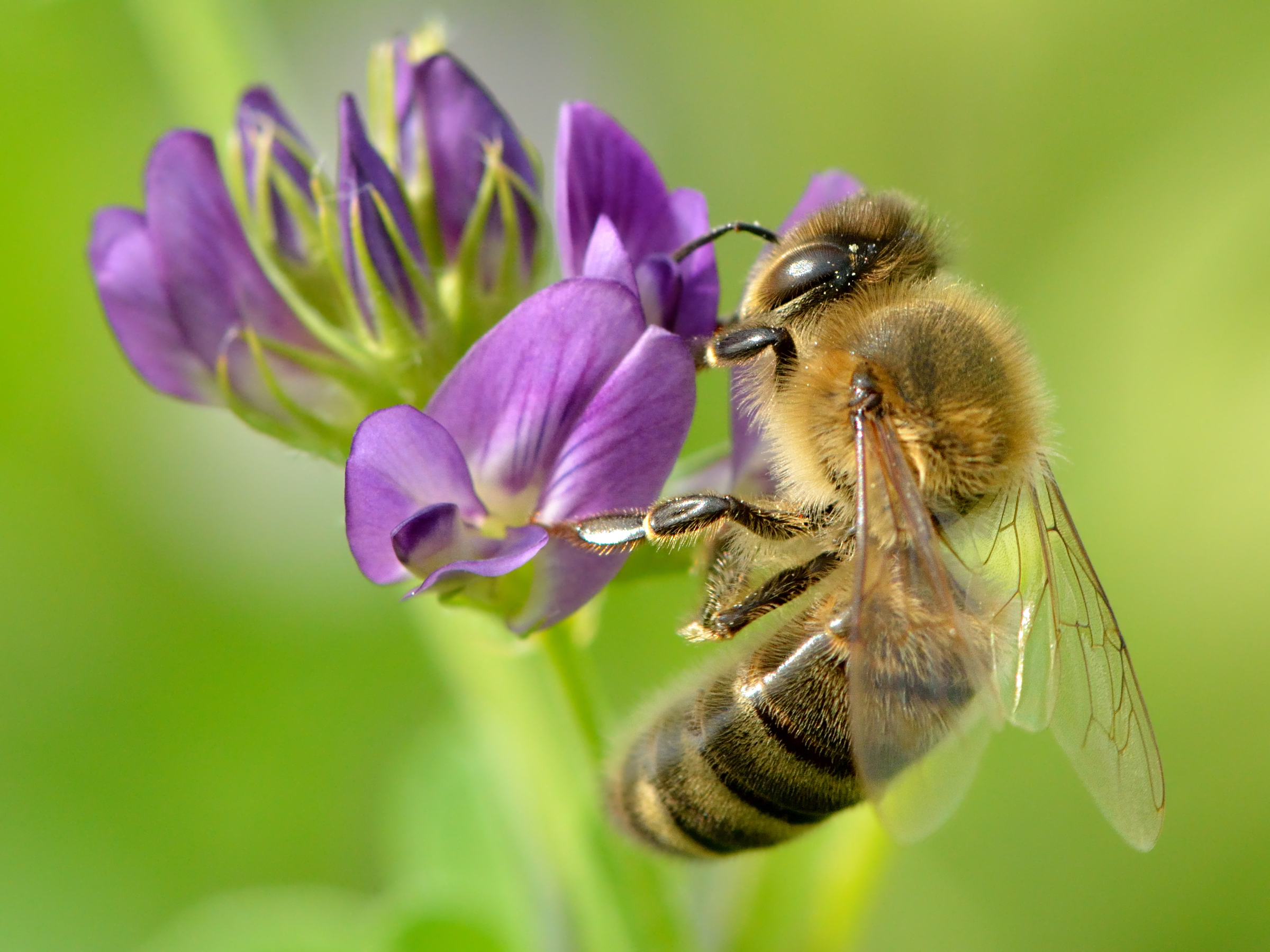

C'est une plante herbacée de 30 à 80 cm de hauteur, vivace par sa grosse souche ligneuse.
Le système racinaire de la luzerne est particulièrement développé et lui permet d'atteindre des profondeurs importantes (plusieurs mètres). Cette particularité lui confère une excellente résistance à la sécheresse ainsi qu'une certaine capacité à décolmater les sols et à améliorer leur perméabilité.
En outre les nodosités qui se forment sur ses racines, comme pour les autres légumineuses, lui confèrent la capacité de fixer l'azote atmosphérique et d'enrichir ainsi le sol.
La tige très ramifiée est pleine, avec une consistance plutôt coriace, à section ronde. Chaque pied peut comporter de 5 à 15 tiges. Les feuilles sont alternes, avec une base simple, munie de stipules acuminées et dentées à la base. Composées, elles sont formées de trois folioles oblongues à sommet présentant des dents mucronées, sont pubescentes, d'un vert gris. Le pétiole de la foliole centrale est relativement plus long.
Ses fleurs à la corolle violette longue de 8-11 mm, sont groupées en grappes fournies hautes de (15-)20-40 mm sont très reconnaissables.
Les fruits sont des gousses recourbées en hélice senestre sur deux à trois tours en moyenne, contenant 10 à 20 graines.

## Distribution
C'est une plante originaire de l'ouest de l'Asie (Afghanistan, Iran, Turquie), cultivée, et présente à l'état subspontané, dans tous les continents, dans les régions tempérées, jusqu'à 2 000 m d'altitude environ, et débordant largement vers les régions arctiques au nord et équatoriales au sud. Elle préfère les climats de type méditerranéen.

## Culture

### Cycle de la luzerne

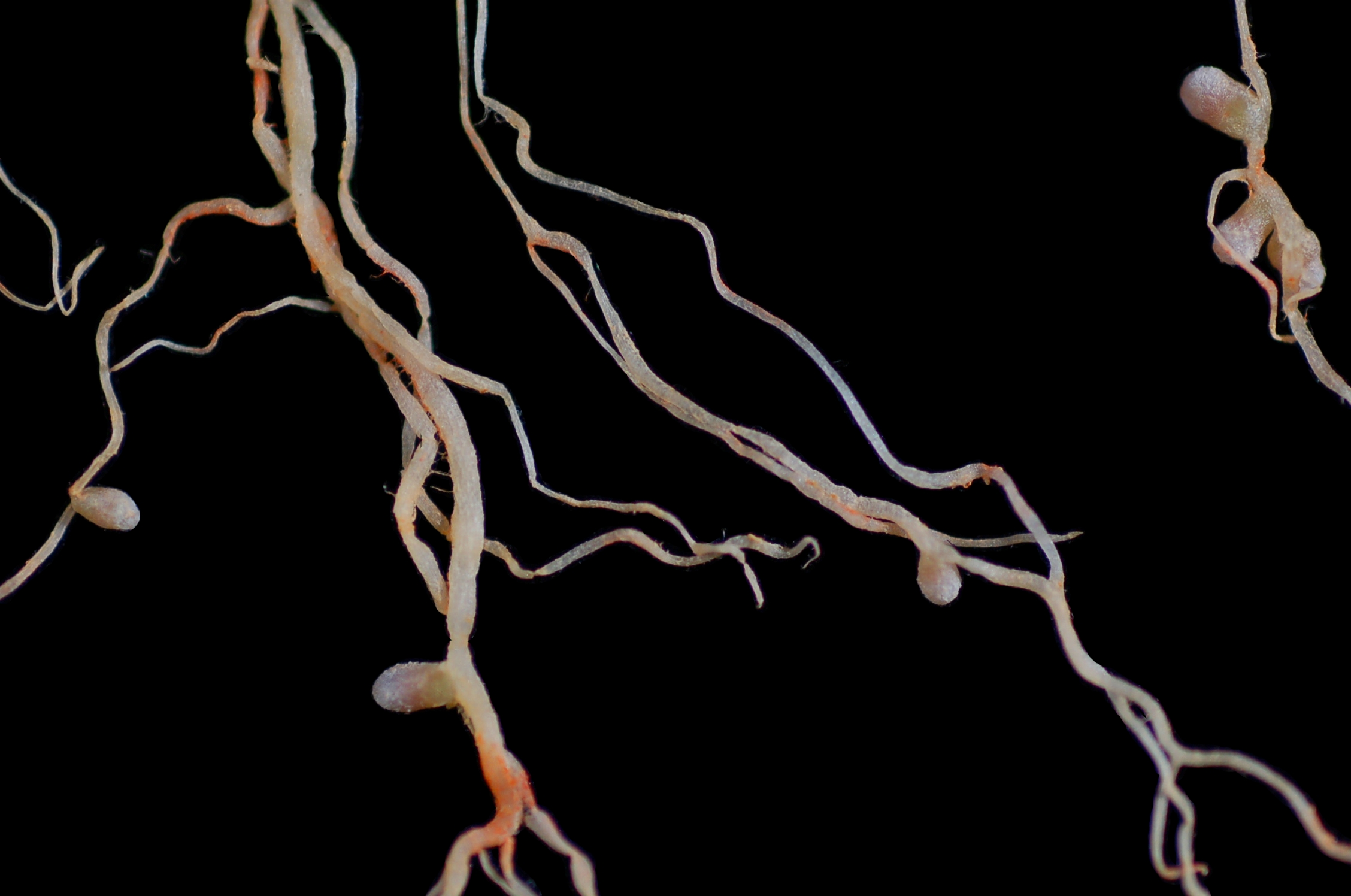
nodosités produites par Rhizobium permettant la fixation de l'azote

La luzerne nécessite un sol sain, au pH neutre. La luzerne est semée soit en culture pure, on parle de luzernière (on disait aussi autrefois prairie artificielle), soit en association avec une graminée comme le dactyle (prairie temporaire de longue durée). L'inoculation des semences avec une bactérie du type Rhizobium (par exemple Rhizobium meliloti) est recommandée dans les sols lourds, battants, mal drainés ou encore trop acides (pH6).
La luzerne assurant la fixation symbiotique de l'azote atmosphérique, un apport d'azote minéral ou organique est inutile et sans effet, ou peut être négatif (sur-fertilisation) sur le rendement, ni sur la teneur en protéines de la plante. Par contre, la luzerne a besoin d'un sol contenant phosphates, potasse, calcium, magnesium et soufre : l'apport d'engrais contenant ces minéraux peut être nécessaire.

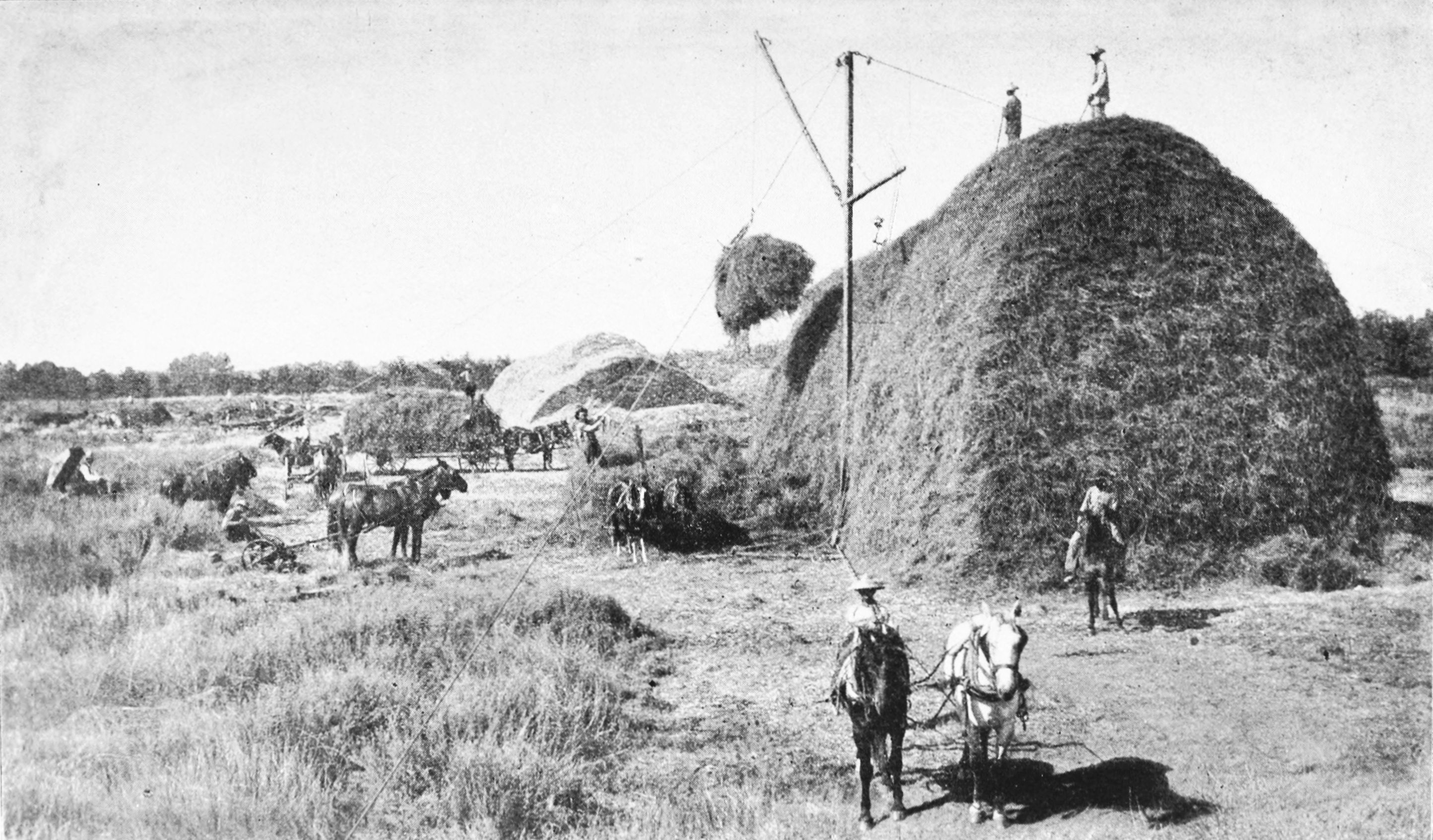
Champs et meule de luzerne récoltée dans une région désertique (1893)

Le semis se fait en automne ou vers le mois d'avril pour une première coupe en juillet (première floraison), et pour une deuxième coupe en septembre (deuxième floraison). Le semis sous couvert de céréales ou tournesol est possible au printemps.
Une luzernière peut fournir 3 à 6 coupes par an, la fenaison s'effectuant toutes les cinq semaines. Une luzernière peut être maintenue en production pendant sept ans. Cette durée est souvent raccourcie en culture intensive.

### Maladies et ravageurs
La luzerne a des pathogènes ou des prédateurs naturels (autochtones ou importés) peu actifs chez la luzerne sauvage, mais qui en contexte de culture intensive peuvent poser problème,
- Fonte de semis, Pythium ;
- Verticilliose, jaunisse et nanisme, Verticillium albo-atrum ;
- Dessèchement de plantes isolées, Sclerotinia trifoliorum ;
- Anthracnose de la luzerne, Colletotrichum trifolii ;
- Ascochytose, Ascochyta pinodella, taches brunes sur tiges et feuilles.
- Phytonome de la luzerne, Hypera postica ;
- Cécidomyie des fleurs de luzerne, Contarinia medicaginis ;
- Cécidomyie des pousses de luzerne, Dasineura ignorata ;
- Charançon des graines de Luzerne, Tychius aureolus ;
- Tordeuse de la luzerne, Cydia medicaginis ;
- Capside de la luzerne, Adelphocoris lineolatus ;
- la cuscute, une plante parasite ;
- Ditylenchus dipsaci (nématode plus difficile à gérer depuis l'interdiction du bromure de méthyle[11].

### Luzerne génétiquement modifiée
La luzerne (Medicago sativa) a fait l'objet de transgénèses, par exemple pour exprimer une enzyme (Mn-superoxide dismutase cDNA) visant à réduire sa vulnérabilité au stress hydrique par une meilleure résistance au stress oxydatif, certaines variétés anciennes exprimant déjà naturellement un caractère similaire.
D'autres expériences visaient à la rendre plus résistante au gel, par modification de l'ADN mitochondrial (Génome mitochondrial) et des chloroplastes, tout en leur conférant éventuellement une meilleure tolérance aux herbicides de type diphényl-éther ou Acifluorfène ou encore une meilleure tolérance à l'aluminium (phytotoxique pour de nombreuses plantes sur des sols acides ou certains sols pollués).

Des luzernes génétiquement modifiées pour produire moins de lignine ont aussi été produites.

### Cultivars
De nombreux cultivars de Medicago sativa sont cultivées sous le nom collectif de luzerne. Ils appartiennent à deux sous-espèces :
- Medicago sativa L. subsp. sativa, la luzerne à fleurs violettes,
- Medicago sativa L. subsp. falcata (L.) Arcang., la luzerne à fleurs jaunes.

La première est plus adaptée aux climats secs, la seconde, originaire de Mongolie et Sibérie, aux climats froids. Il existe de nombreux croisements entre ces sous-espèces qui combinent les aptitudes des plantes-mères.
En France on utilise essentiellement des semences des variétés de type 'Flamand', plus productives et plus résistantes au froid, et moins du type 'Provence', mieux adaptées aux coupes fréquentes.
Au catalogue officiel français on compte plus de 180 variétés, dont plus de 10 de type 'Provence' mieux adaptées à la zone méditerranéenne.
Actuellement, 380 variétés de luzerne sont inscrites au Catalogue européen des espèces et variétés.
Dans le genre Medicago, qui comporte une quarantaine d'espèces, on peut signaler aussi Medicago lupulina, la minette ou luzerne lupuline, qui présente un intérêt agricole certain.

## Utilisation

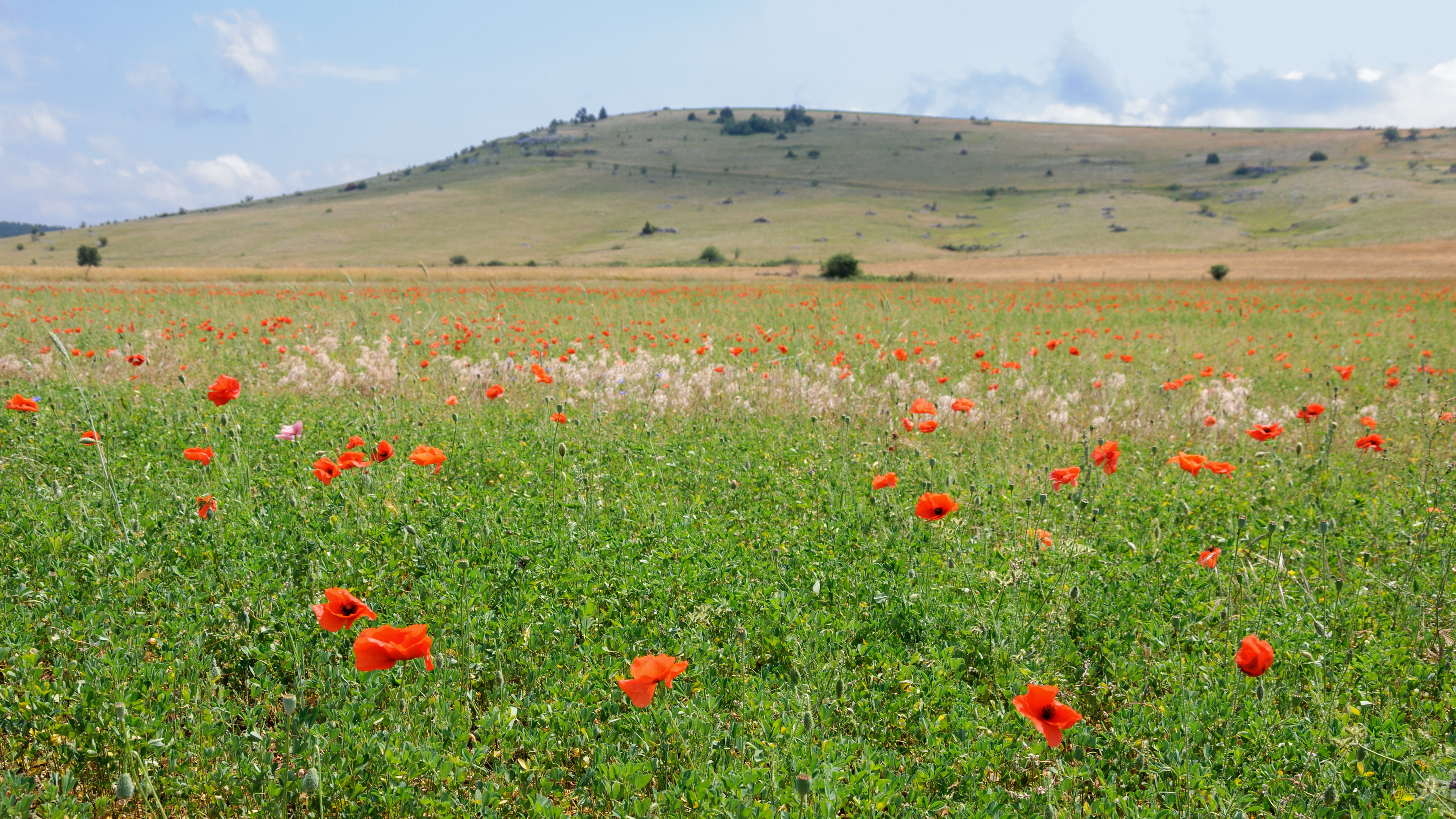
Champ de luzerne avec coquelicots messicoles (Lozère, France).

### Alimentation animale
La luzerne est la plante fourragère susceptible de produire le plus de protéines à l'hectare : jusqu'à 2,5 tonnes de protéines (mais 9 tonnes pour un bassin de culture de spirulines) contre 0,8 tonne pour le soja avec une composition en acides aminés intéressante ; le rendement en matière sèche peut atteindre 16 tonnes par hectare en culture irriguée ; sa valeur énergétique est cependant médiocre, environ 0,5 unité fourragère par kg.
C'est une plante cultivée surtout pour l'alimentation du bétail, et distribuée soit à l'état frais, pâturée ou fauchée, soit sèche sous forme de foin, soit sous forme déshydratée. Les manipulations nécessaires au fanage doivent être réalisées de façon délicate afin de ne pas perdre les feuilles qui représentent la meilleure part de la valeur fourragère.
Le meilleur compromis qualité-quantité pour la fauche se situe au stade « apparition des bourgeons floraux ».
Le pâturage peut être risqué et doit être rationné pour éviter la météorisation, un accident digestif pouvant entraîner la mort de l'animal par accumulation de gaz de fermentation dans la panse des herbivores ruminants. Pour le pâturage, la luzerne est souvent cultivée en mélange avec d'autres plantes, notamment des graminées telles que le dactyle ou le brome. La luzerne est sensible au piétinement, à l'humidité et au surpâturage.
L'ensilage est difficile, mais possible surtout après un préfanage. L'enrubannage permet de la conserver dans de bonnes conditions.
La déshydratation présente de nombreux avantages pour la conservation et la préservation des qualités nutritives de la plante fraîche, et pour la consommation, car les granulés ou bouchons, qui se conservent six mois sans problème, constituent un correctif azoté de la ration. En outre, en France, la luzerne déshydratée d'origine nationale peut remplacer le tourteau de soja d'importation. Mais il faut noter les odeurs très désagréables émises par les unités de déshydratation et le coût variable de l'énergie nécessaire au séchage.
En France, une grosse partie de la production déshydratée provient de la région Champagne-Ardenne.
La luzerne déshydratée, que ce soit en France ou même en Espagne (Aragon) par exemple, est en général séchée dans des sortes de fours (les fourrages séchés au soleil sont peu fréquents).
C'est également une plante mellifère.

### Alimentation humaine sous forme de graines germées ou de jeunes pousses
La consommation de graines germées ou de jeunes pousses vertes de luzerne est très commune dans l'alimentation biologique. De toutes les graines germées habituellement consommées par l'homme, la graine germée de luzerne est celle qui contient le plus de vitamines. Elle est très souvent proposée sous la dénomination « alfalfa » afin d'éviter que les consommateurs aient l'impression de déguster une plante fourragère. Après le germe de haricot mungo, elle est la plus consommée en France, avec le germe de lentille. Et elle est beaucoup plus facile à faire germer chez soi que le germe de haricot mungo, lequel nécessite des rinçages beaucoup plus fréquents.
En Chine, en Russie et au Maroc les jeunes feuilles sont traditionnellement consommées comme légume. Pendant la guerre civile, les Espagnols en faisaient une soupe.

### Alimentation humaine sous forme d'extrait foliaire (EFL)
L'« extrait foliaire de luzerne », parfois appelé « fromage de luzerne » est le résultat du retrait des fibres qui bloquent l'assimilation des composants contenus dans les feuilles, puis la coagulation du jus obtenu et ensuite le séchage,. De la vitamine C y est parfois ajoutée en fin de process. Cet extrait foliaire permet d'apporter des protéines (l'EFL contient 55 % de protéines) et du fer chez les populations n'ayant pas accès à ceux-ci,,. En 2006, les ONG sont peu enclines à les utiliser. L’’Afssa indique que les extraits foliaires de luzerne pouvaient provoquer certaines allergies dû à la présence de L-Canavanine. Cet acide aminé est 4000 fois plus présent dans les haricots, les lentilles et les oignons[source insuffisante].
La luzerne est aussi cultivée pour l'extraction de la lutéïne, un colorant jaune (E161b) qui est un caroténoïde que l'on ajoute à l'alimentation des poules pour colorer les œufs et à celle des vaches pour colorer le beurre

### Phytothérapie
En phytothérapie, elle est appréciée pour ses qualités reminéralisantes (elle contient d'importantes quantités de fer, de calcium, de magnésium et de potassium), et nutritives, mais aussi pour son action supposée antihémorragique, grâce à la vitamine K, et anti-cholestérol, grâce au coumestrol, un œstrogène végétal.
Indications traditionnelles :
- ongles cassants et cheveux ternes, fourchus et cassants (recalcification),[réf. nécessaire]
- fatigue, asthénie, anémie, spasmophilie,[réf. nécessaire]
- ménopause et ostéoporose (fortification des os) : richesse en minéraux dont le calcium[31],
- excès de cholestérol (réduction du taux),[réf. nécessaire]
- mauvaise haleine et les odeurs corporelles offensantes,[réf. nécessaire]
- désintoxications et maladies de la peau (régénération des tissus cellulaires),[réf. nécessaire]
- infections, bronchite, asthme,[réf. nécessaire]
- prostatite, troubles de la vessie,[réf. nécessaire]
- maladies virales et bactériennes.[réf. nécessaire]

Contre indiqués pour:
- Personne ayant eu un lupus érythémateux (maladie auto immune chronique).[réf. nécessaire]

## Intérêt écologique et économique

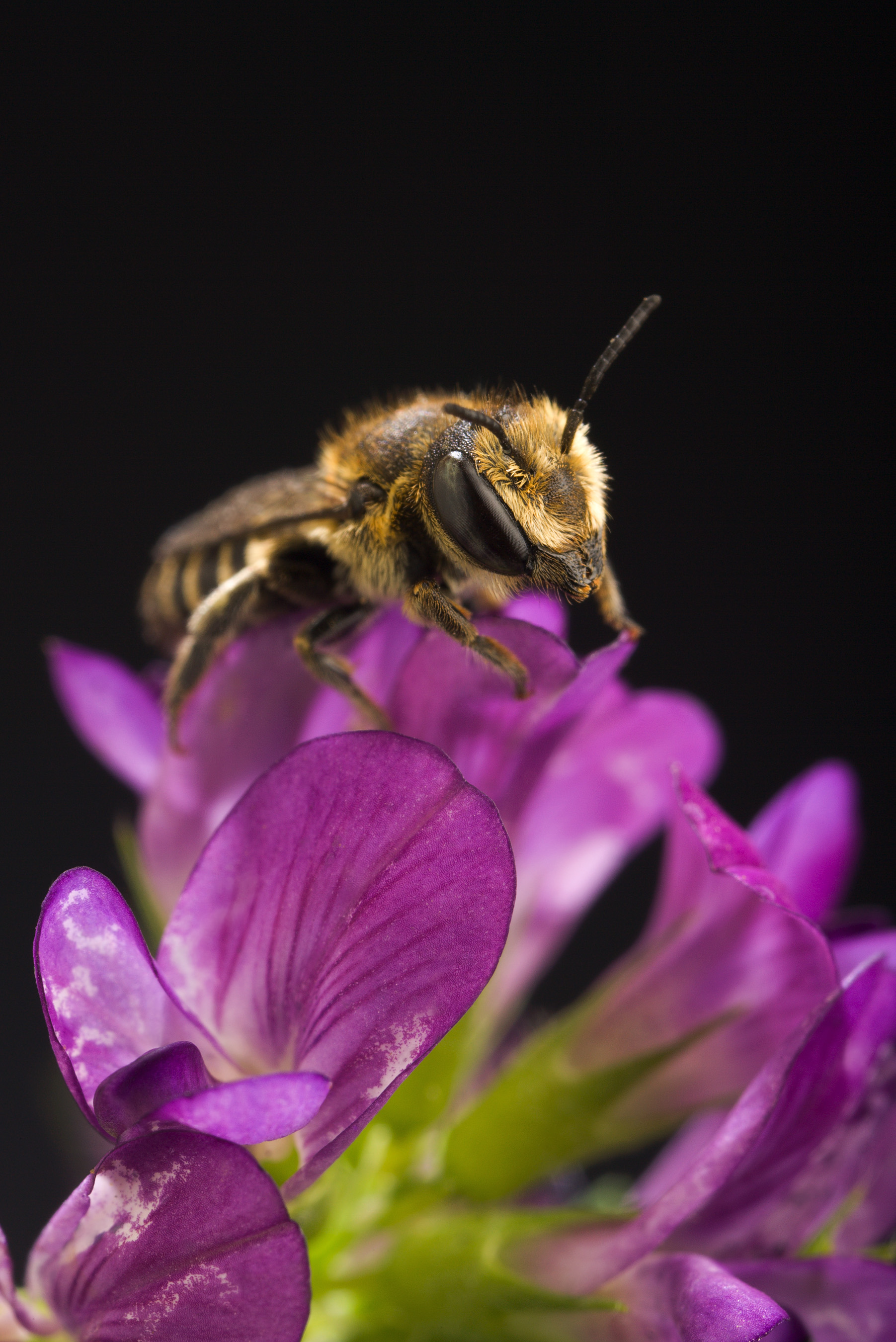
L'Abeille Megachile rotundata est l'un des hyménoptères qui sont de bons pollinisateurs de la luzerne. Elle fait pour cette raison l'objet de programme de gestion restauratoire en Amérique du Nord,, comme d'autres abeilles sauvages, alors que l'abeille domestique est également en forte régression. Les grandes monocultures intensives de luzerne peuvent aussi favoriser la pullulation de prédateurs des pollinisateurs de la luzerne

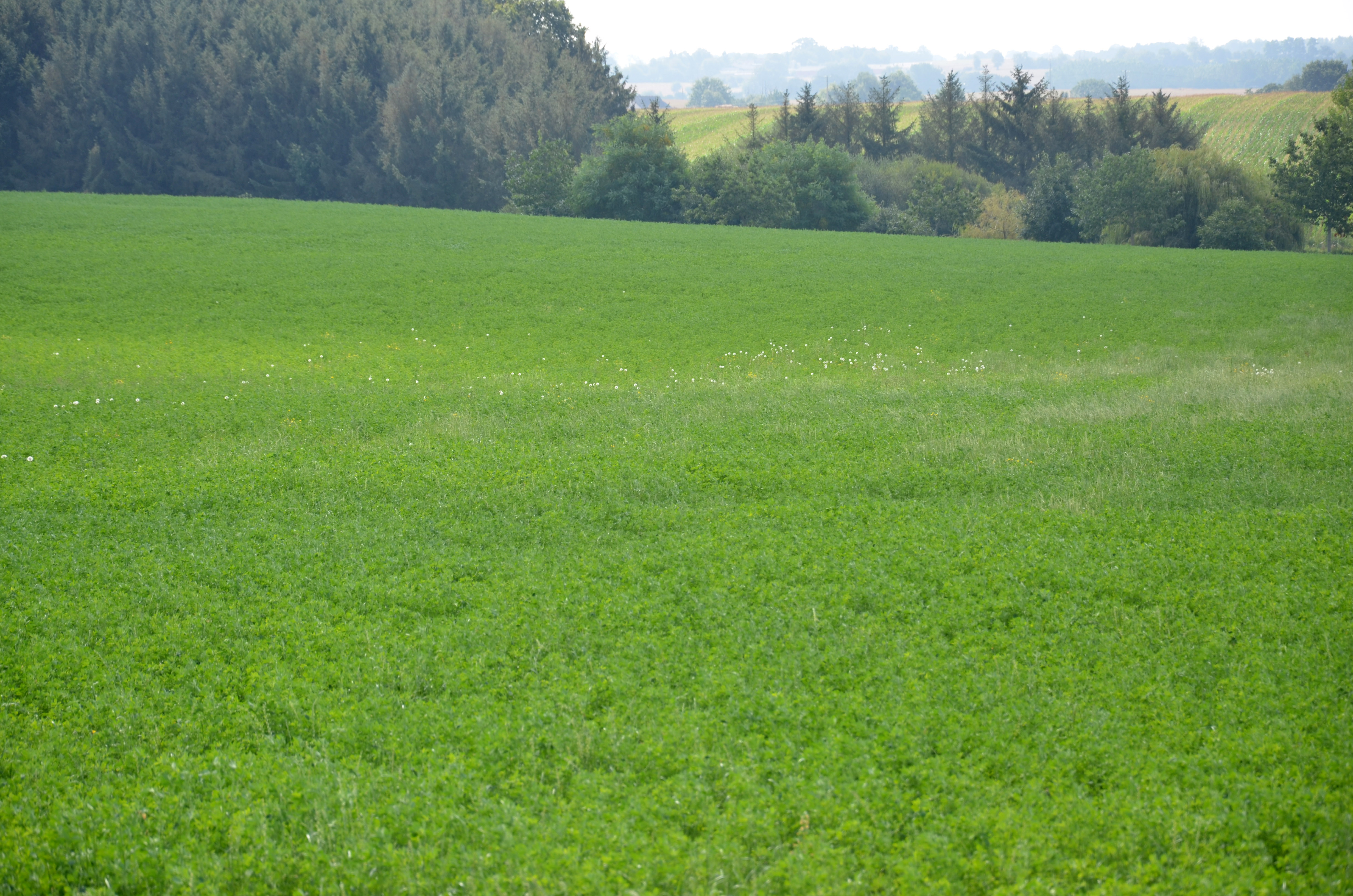
L’une des parcelles expérimentales de la Coopedom ; coopérative de la région de Domagné (Ille-et-Vilaine). On y distingue quelques pissenlits et quelques petites fleurs blanches ; Au moment de la photo, prise par beau temps (le 21 août 2012 à 11h30) aucun oiseau ou papillon (ou autre insecte volant) n’était visible dans le champ de vision à proximité de l’observateur

La luzerne est la légumineuse la plus cultivée au monde. La récolte annuelle mondiale est de 454 millions de tonnes environ (FAO 2002).

### Luzerne et biodiversité
Le Muséum National d’Histoire Naturelle a constaté que la biodiversité hébergée par la luzerne était globalement et significativement plus importante que celle dans les autres cultures.
Une étude expérimentale, menée avec le concours de scientifiques notamment du Muséum d’Histoire Naturelle, a permis l’élaboration d’un protocole de mesure et d’indicateurs de la biodiversité afin d’évaluer les effets d’une gestion différenciée de la luzerne, c’est-à-dire le maintien de bandes non-fauchées.
Sur 15 sites suivis, comprenant des modalités luzernes et des modalités de grandes cultures, on a ainsi démontré que la luzerne, même quand elle est fauchée, favorise fortement la biodiversité, principalement en diversité et en richesse d’oiseaux et de papillons  mais aussi en termes de maintien des abeilles. En effet, la luzerne est une des rares plantes qui fleurit après la mi-juillet, période à laquelle trouver de quoi se nourrir devient plus difficile pour les abeilles.
L’effet est encore plus important dans les situations où l’on conserve des bandes de luzerne non fauchées : l’abondance de pollen et nectar y est encore plus favorable à la faune apicole, et l’on y trouve, en nombre important d’autres auxiliaires tels que les chauves-souris.
Enfin, la luzerne fournit un habitat à une grande variété d’insectes et de micro-organismes et chacun sait que la vie microbienne des sols est un indicateur précieux pour les rendements agricoles !
Comme le trèfle blanc sauvage, c'est une des plantes appréciées des abeilles et bourdons du printemps à l'été, mais les cultures de luzerne sont en forte régression, en Europe notamment. Elle peut être intégrée dans les jachères et jachères apicoles (Elle alimente les abeilles, puis restitue 30 à 40 unités d'azote assimilables à la culture qui lui succède) et est parfois plantée dans les périmètres de captage d'eau pour y protéger les sols et la nappe.
Inversement les producteurs de semence de luzerne ont besoin d'abeilles (dont mégachiles), et plus encore des bourdons qui semblent être les meilleurs pollinisateurs de la luzerne. On a même cherché à sélectionner des luzernes (Medicago sativa L.) émettant plus d'hormones attractives pour les abeilles à miel (Apis mellifera L.), montrant à l'occasion que l'un des composés émis par les fleurs de luzerne (et perçus par les antennes des abeilles) les plus attractifs pour l'abeille était le Linalol, alors que deux autres (3-octanone et méthyl-salicylate étaient plutôt répulsifs, ce qui doit être pris en compte par les sélectionneurs qui voudraient rendre la luzerne plus attractive pour les abeilles domestiques). On a aussi cherché par des attractifs chimiques à encourager la nidification d'abeilles mégachiles

Introduite dans l'agriculture industrielle, sous forme de culture pérenne dans un cycle d'assolement, elle peut contribuer à réduire la pollution par l'Azote des nappes ou des eaux exportées par le drainage agricole

### Luzerne, qualité de l'eau et intérêt agronomique
De nombreux travaux, notamment menés par l’INRA montrent que la culture de la luzerne produit un effet positif sur la qualité de l’eau.
La luzerne est une plante pérenne et une légumineuse, c’est-à-dire une plante qui a la particularité de capter l’azote de l’air, bien qu’elle absorbe prioritairement l’azote disponible dans le sol ; ainsi lorsqu’elle est introduite dans les successions culturales, la luzerne réduit la concentration en nitrates des eaux de drainage à l’échelle de la rotation culturale.
Le retournement des luzernes n’entraîne pas de libération intempestive d’azote. En effet, un article de Perspectives Agricoles (n° 264, Janvier 2001, Justes et al.) montre que l’incorporation de l’azote présent dans les racines et les collets (parties aériennes non récoltées) provoque d’abord une organisation de l’azote minéral du sol par les micro-organismes avant d’être progressivement reminéralisé, notamment au printemps suivant.
Enfin, la luzerne est une plante rustique qui ne nécessite pratiquement aucun traitement phytosanitaire : une enquête de la Chambre d’Agriculture de la Marne démontre ainsi que la luzerne n’a quasiment pas besoin d’insecticides : 94 % des parcelles de 1re année et 97 % des parcelles de 2e année ne reçoivent aucun insecticide. De plus, la luzerne ne nécessite que peu de traitements herbicides : 72 % des parcelles de 1re année et 68 % des parcelles de 2e n’ont reçu aucun traitement anti-dicotylédones durant l’hiver. Enfin, la luzerne ne reçoit aucun traitement fongicide, la recherche variétale ayant fait progresser efficacement la tolérance naturelle aux maladies telles que verticilliose, sclérotiniose ou anthracnose.
C’est pour ces raisons que la luzerne a été choisie sur les recommandations de l’INRA pour protéger le périmètre de captage des eaux de Vittel[réf. souhaitée], elle fait ainsi partie des seules cultures autorisées dans les 500 zones de captages prioritaires d’eau potable.
La luzerne représente donc une réponse économique, écologique et moderne au défi de la qualité de l’eau.
En culture pure, la luzerne occupe 33 millions d'hectares, dont 13 en Amérique du Nord (États-Unis), 8 en Amérique du Sud (Argentine), et 8 en Europe, incluant de vastes surfaces consacrées à la production de semences de luzerne (46 400 ha (114 500 acres) aux États-Unis à la fin des années 1980 selon l'AOSCA, et 21,800 ha (53,800 acres) au Canada in 1990 (AOSCA 1990)).
En France, la surface cultivée en luzerne couvre 600 000 hectares, dont 150 000 pour la déshydratation soit environ 1 100 000 tonnes en majorité sous forme de granulés. La région Champagne-Ardenne est la première région européenne pour la production de luzerne déshydratée. Selon les producteurs de luzerne cette culture est cependant en forte régression (moins 70 % de surfaces de luzerne en France en 30 ans, moins 30 % en Champagne-Ardenne depuis 2005) à cause d'importations de soja sud-américain notamment.
C'est une culture qui nécessite peu d'intrants, constitue une bonne tête d'assolement pour le blé, et fournit des protéines nécessaires à l'élevage. 
Selon les producteurs, en culture industrielle, elle est la « culture la plus sobre en traitements. Un herbicide par an au maximum, et pas de fongicides. Amie des insectes pollinisateurs, la luzerne est peu attaquée par les insectes ravageurs ; elle se contente d'un insecticide tous les 3 ans en moyenne, comparé au blé et à l'orge (1 insecticide par an) ou au colza (de 3 à 5 insecticides par an) ».
En Europe, au début des années 2000, la filière luzerne déshydratée était soutenue sous forme d'une subvention à la tonne produite, dans le cadre de l'organisation commune du marché des fourrages séchés (OCM) et compte tenu de l'important déficit, 35 millions de tonnes (77 % des besoins annuels), de la communauté européenne en protéines pour l'alimentation animale, des élevages hors-sols notamment. Ce déficit étant couvert par des importations de tourteaux de soja d'Argentine, du Brésil et des États-Unis, majoritairement OGM. La suppression de cette subvention a été décidée à l’occasion du bilan de santé de la politique agricole commune de 2009 et entre en vigueur à compter de la récolte 2011 incluse. Le budget de l’OCM «fourrages séchés» sera intégré dès 2012 aux droits à paiement uniques (DPU) des exploitations bénéficiaires, soit 35,60 millions d’euros pour la France.

## Symbolique

### Calendrier républicain
- Dans le calendrier républicain, « Luzerne » est le nom attribué au 1er jour du mois de Prairial[49].